# مورگان لو فی
مورگان لو فی (انگلیسی: Morgan le Fay) افسونگری قدرتمند در افسانه شاه آرتور است. «لو فی» یکی از پیچیده‌ترین کارکترهایی است که دربارهٔ ماهیت اصلی او چیز زیادی بیان نمی‌شود و در هاله‌ای از ابهام، مستور می‌ماند. در جایی از وی با عنوان ساحره‌ای قدرتمند و همین‌طور پری، ایزدبانوی خیرخواه مرتبط با آرتور و گاهی نیز به عنوان محافظ جادویی و ناجی یاد می‌گردد. در حقیقت، او اغلب توسط نویسندگان به عنوان یک ملکه (پری) یا یک ایزدبانوی (الهه) شکار یاد می‌گردد

## نگارخانه

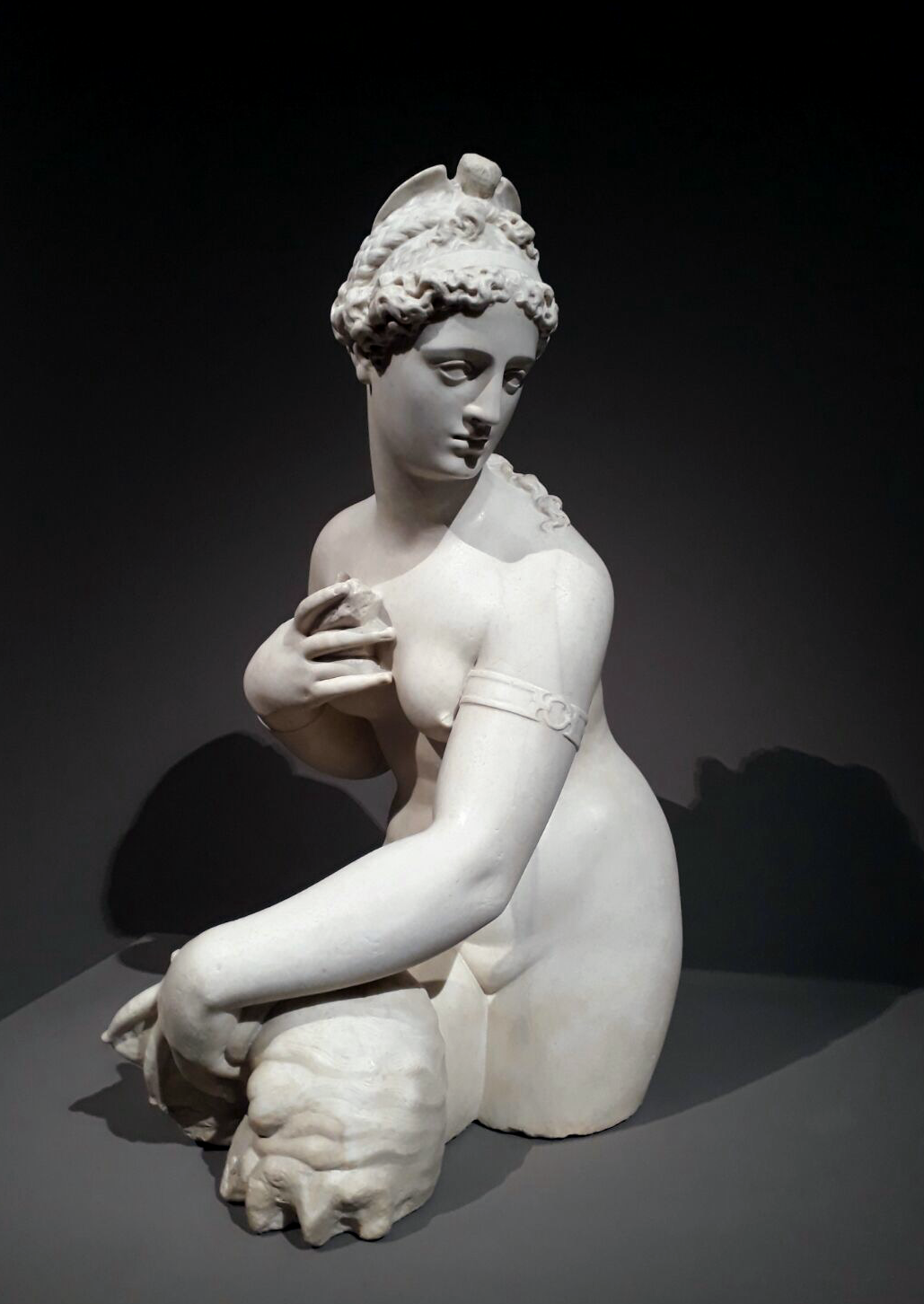
تندیسی از مورگان لو فی مربوط به حوالی سال ۱۵۷۴